# Baie de Rupert
Baie de Rupert är en vik i Kanada.   Den ligger i provinsen Québec, i den östra delen av landet, 700 km norr om huvudstaden Ottawa.